# Belzebub
Belzebub (heb. בעל זבוב‎, Ba‘al Zəbûb, grč. βεελζεβούβ, arap. بعل ألذباب, "Gospodar muha"), drevno je semitsko božanstvo štovano u filistejskom gradu Ekronu. U kasnijoj judeo-kršćanskoj tradiciji spominje se kao demon i jedan od sedam prinčeva pakla. Ime mu je izvedeno od kanaanskih riječi Baal, što znači "gospodar" i zebub, što znači "muha".

## UBibliji
Belzebub se poimenice spominje na više mjesta u Bibliji kao jedan od vrhovnih demona. U Starom zavjetu, u Drugoj knjizi o Kraljevima (2 Kr 1,2), spominje se kao ekronski bog Baal Zebub. Na njegov spomen nalazimo i u Evanđelju po Mateju (Mt 12,24), Evanđelju po Marku (Mk 3,22) i u Evanđelju po Luki (Lk 11,15-19), gdje je opisan kao demon. Farizeji su govorili da pomoću njega Isus tjera zle duhove, na što im je On odgovorio da "svako kraljevstvo u sebi razdijeljeno, propada".

## U okultizmu i demonologiji
Većina demonologa slaže se u tome da on predstavlja gospodara pakla, no suglasni su u tome da nije moćniji od Sotone. Opisuju ga kao diva s ognjenim vijencem oko glave, s dva roga na glavi, blještavim očima, krilima šišmiša, pačjim nogama i lavljim repom.
Prema vjerovanju, vještice ga prizivaju za vrijeme sabata, slave ga i spolno opće s njim na orgijama.
U Knjizi svete magije Abra-Melina maga koju je izdao S. L. MacGregor Mathers, Belzebub se spominje u XIX poglavlju Druge knjige.